# Burghard Rylewicz
Burghard Rylewicz (* 18. Juli 1936 in Hamburg; † 17. April 2006 in Wuppertal) war ein deutscher Fußballspieler. In der Saison 1963/64 absolvierte er elf Spiele für Borussia Dortmund in der Fußball-Bundesliga.

## Karriere

### VfB Oldenburg
Rylewicz spielte in der Jugend des Hamburg-Eimsbütteler Ballspiel-Club. Von 1955 bis 1963 absolvierte er beim VfB Oldenburg in der damals erstklassigen Fußball-Oberliga Nord 93 Ligaspiele und erzielte 30 Tore. Er debütierte am ersten Spieltag der Saison 1955/56 am 28. August 1955 beim Auswärtsspiel gegen Göttingen 05 (2:3) in der Oberliga Nord. Er spielte im damals praktizierten WM-System an der Seite von Mittelstürmer Erich Hänel auf Halblinks. Oldenburg stieg am Rundenende in das Amateurlager ab; Rylewicz hatte in 15 Spielen vier Tore erzielt. Mit Oldenburg folgten vier Spielzeiten in der Amateurliga Niedersachsen, ehe nach der Saison 1959/60 die Rückkehr in die Oberliga gelang. Es folgten 1961 und 1962 jeweils die 10. Ränge in der Schlusstabelle, ehe im letzten Jahr der alten Oberliga, 1962/63, mit dem 12. Rang abgeschlossen wurde. Rylewicz hatte in diesen drei Spielzeiten 78 Spiele bestritten und 26 Tore erzielt. Zur Premierensaison der Bundesliga, 1963/64, wechselte er zu Borussia Dortmund.

### Borussia Dortmund
Sein Debüt für Borussia Dortmund gab er am 5. Spieltag beim Auswärtsspiel gegen den Karlsruher SC. Bei seinem Einstand markierte er die zwischenzeitliche 0:2-Führung (Endstand 1:3). In insgesamt elf Spielen erzielte er fünf Tore; wenn Rylewicz traf, gewann die Borussia stets. Im Europapokal der Meister kam er für den BVB in den Spielen gegen Lyn Oslo (3:1) und beim Heimspiel gegen FK Dukla Prag (1:3) zum Einsatz und erzielte die 1:0-Führung. Nach der Saison wechselte er zum Wuppertaler SV, mit denen er in der Fußball-Regionalliga West spielte.

### Wuppertaler SV
Beim WSV zeichnete sich Rylewicz bei Elfmetern aus, die er nicht nur verwandelte, sondern dem Torhüter Heinrich Erkens half, diese zu halten. Rylewicz führte Statistik darüber, wohin die Schützen der gegnerischen Mannschaft schossen und zeigte dies dem Torhüter an. Erkens konnte durch Rylewicz Hilfe in einer Saison von neun getretenen Elfern sechs halten. Für Wuppertal war er bis 1966 aktiv. In seiner ersten Saison erzielte er sechs Treffer in 26 Spielen.
Nach seiner Zeit in Wuppertal wurde Rylewicz Spielertrainer beim RSV 09 Hückeswagen.